# Piangere a 90
Piangere a 90 è un singolo del cantautore italiano Blanco, pubblicato il 9 maggio 2025.

## Descrizione
Il brano, scritto dallo stesso cantautore con Alberto Cotta Ramusino, in arte Tananai, è prodotto da Michele Zocca, in arte Michelangelo, e racconta un bisogno autentico di liberazione, una confessione che parte dalle ferite per riscoprire la voglia di vivere.

## Promozione
L'uscita del brano è stata annunciata dallo stesso cantautore il 30 aprile 2025 attraverso i suoi profili social.

## Video musicale
Il video musicale, diretto da Francesco Lorusso x Broga's e prodotto da Maestro, è stato pubblicato il 12 maggio 2025 attraverso il canale YouTube del cantautore.

## Tracce
Testi di Riccardo Fabbriconi e Alberto Cotta Ramusino, musiche di Michele Zocca.
1. Piangere a 90 – 2:35

## Classifiche
| Classifica (2025) | Posizione massima |
| ----------------- | ----------------- |
| Italia            | 1                 |